# パデルノ・ドゥニャーノ
パデルノ・ドゥニャーノ（伊: Paderno Dugnano）は、イタリア共和国ロンバルディア州ミラノ県にある、人口約48,000人の基礎自治体（コムーネ）。

## 地理

### 位置・広がり

#### 隣接コムーネ
隣接するコムーネは以下の通り。括弧内のMBはモンツァ・エ・ブリアンツァ県所属を示す。
- ボッラーテ
- チニゼッロ・バルサモ
- コルマーノ
- クザーノ・ミラニーノ
- リンビアーテ (MB)
- ノーヴァ・ミラネーゼ (MB)
- セナーゴ
- ヴァレード (MB)

### 地震分類
イタリアの地震リスク階級 (it) では、4 に分類される
。

## 行政

### 分離集落
パデルノ・ドゥニャーノには、以下の分離集落（フラツィオーネ）がある。
- Paderno, Dugnano, Incirano, Palazzolo Milanese, Cassina Amata, Villaggio Ambrosiano, Calderara